# Lopaš (Požega)
Pour les articles homonymes, voir Lopaš.
Lopaš (en serbe cyrillique : Лопаш) est un village de Serbie situé dans la municipalité de Požega, district de Zlatibor. Au recensement de 2011, il comptait 529 habitants.

## Démographie

### Évolution historique de la population
| 1948 | 1953 | 1961 | 1971 | 1981 | 1991 | 2002 | 2011 |
| ---- | ---- | ---- | ---- | ---- | ---- | ---- | ---- |
| 808  | 836  | 811  | 769  | 693  | 641  | 571  | 529  |

|  |